# Hemiceras vecina
Hemiceras vecina är en fjärilsart som beskrevs av William Schaus 1901. Hemiceras vecina ingår i släktet Hemiceras och familjen tandspinnare. Inga underarter finns listade i Catalogue of Life.